# Shawn Rhoden
Shawn Rhoden (Kingston, 2 de abril de 1975 — Nova Iorque, 6 de novembro de 2021) foi um fisiculturista profissional jamaicano naturalizado estadunidense. Tem como maior conquista da carreira o título do Mr. Olympia de 2018, onde superou o americano Phil Heath.
Morreu na manhã do dia 6 de novembro de 2021, aos 46 anos, vítima de um ataque cardíaco.

## Carreira
Um aspirante a jogador de futebol no início de sua adolescência, Rhoden iniciou o culturismo em 1992, com inspiração do ex-Mister Universo Yohnnie Shambourger e, depois de uma carreira amadora rompida por várias lesões e pelo alcoolismo, ele recebeu o seu cartão da IFBB Professional em 2010. Flexatron, como era conhecido, foi o 11º no Mr. Olympia de 2011 (sua estreia na competição), 3º no Mr. Olympia de 2012 e 4º no Mr. Olympia de 2013. Em 2014, Shawn Rhoden ficou em 3º lugar no Mr. Olympia e novamente em 3º lugar no Mr. Olympia de 2015 tornando-se sua segunda melhor vitória. Após ficar em 2º no Mr. Olympia de 2016, Rhoden conseguiu o 1º lugar na competição em 2018, superando o então heptacampeão Phil Heath.

### Títulos no fisiculturismo
Profissional
- Mr. Olympia de 2018 - 1º lugar
- Mr. Olympia de 2017 - 5º lugar
- Mr. Olympia de 2016 - 2º lugar
- Kuwait Pro Men's Bodybuilding de 2016 - 3º lugar
- EVL's Prague Pro de 2015 - 3º lugar
- Mr. Olympia de 2015 - 3º lugar
- IFBB San Marino Pro de 2014 - 1º lugar
- EVL's Prague Pro de 2014 - 3º lugar
- Dubai Pro de 2014 - 2º lugar
- IFBB Arnold Classic Europa de 2014 - 2º lugar
- Mr. Olympia de 2014 - 3º lugar
- IFBB Australian Pro de 2014 - 1º lugar
- IFBB Arnold Classic de 2014 - 2º lugar
- IFBB Arnold Classic Europa de 2013 - 4º lugar
- Mr. Olympia de 2013 - 4º lugar
- IFBB EVL's Prague Pro de 2012 - 2º lugar
- IFBB British Grand Prix de 2012 - 1º lugar
- IFBB Arnold Classic Europa de 2012 - 1º lugar
- Mr. Olympia de 2012 - 3º lugar
- IFBB Dallas Europa Supershow de 2012 - 1º lugar
- IFBB PBW Tampa Pro de 2012 - 1º lugar
- NPC Dexter Jackson Classic de 2012 - NP
- IFBB Arnold Classic de 2012 - 8º lugar
- IFBB FLEX Pro de 2012 - 4º lugar
- Mr. Olympia de 2011 - 11º lugar
- IFBB Dallas Europa Super Show de 2011 - 3º lugar
- IFBB Dallas Europa Super Show de 2010 - 16º lugar

Amador
- IFBB North American Championships de 2009 - 1º lugar
- NPC Delaware Open Bodybuilding de 2009 - 1º lugar
- NPC Team Universe Championships de 2001 - 2nd
- NPC Team Universe Championships de 2000 - 4º lugar
- NPC Team Universe Championships de 1999 - 3º lugar